# Arielle Gold
Arielle Gold (Steamboat Springs, 4 mei 1996) is een Amerikaanse snowboardster.

## Carrière
Bij haar wereldbekerdebuut, in augustus 2011 in Cardrona, eindigde Gold op de achtste plaats. In Innsbruck nam de Amerikaanse deel aan de Olympische Jeugdwinterspelen 2012, op dit toernooi sleepte ze de zilveren medaille in de wacht op zowel het onderdeel halfpipe als het onderdeel slopestyle. Op de FIS wereldkampioenschappen snowboarden 2013 in Stoneham-et-Tewkesbury veroverde Gold de wereldtitel op het onderdeel halfpipe.

## Resultaten

### Wereldkampioenschappen
| FIS  | FIS                    | FIS        |
| Jaar | Plaats                 | Resultaten |
| ---- | ---------------------- | ---------- |
| 2013 | Stoneham-et-Tewkesbury | Halfpipe   |

### Wereldbeker
Eindklasseringen
| Seizoen   | Algm | HP     |
| --------- | ---- | ------ |
| 2011/2012 | 17e  | 14e    |
| 2012/2013 | 6e   | 6e     |
| 2013/2014 | 14e  | 9e     |
| 2014/2015 | 6e   | Zilver |